# Cerro Guaiquinima
El Cerro Guaiquinima es una meseta montañosa ubicada en el Parque nacional Jaua-Sarisariñama, en el extremo sur del estado Bolívar en Venezuela. A una altura promedio de 1.413 m s. n. m., el Cerro Guaiquinima es una de las montañas más altas en Bolívar.

## Topografía
El Cerro Guaiquinima está cubierta de abundante flora con un porcentaje especialmente elevado de bosque alto. Se caracteriza por tener una topografía bastante plana con suelos o afloramientos poco rocosos, características sobresalientes del Guaiquinima. La topografía y características geográficas del Guaiquinima es en parte debido a la influencia de los ríos Paragua al oeste y Carapo al sur del cerro.

## Flora
Como en otras mesetas del amazonas venezolano, el porcentaje de flora fanerógamas endémicas de la región es relativamente bajo sobre la cumbre del Guaiquinima. Las fanerógamas presentes en la cumbre del Guaiquinima consisten en una mezcla de especies características y endémicos de las cumbres de las montañas de mesa con piedra arenisca. Existe igualmente una considerable proporción de flora de baja altura en vista que su cumbre puede sucumbir a unos 700 m s. n. m., una asombrosa y brusca caída en altitud de 1000 m. La cumbre del tepuy Guaiquinima se caracteriza por estar cubierta de flora presente en los niveles más bajos contiguos al cerro. Este movimiento ascendente y prácticamente vertical de la flora de las tierras bajas puede haber ocurrido durante una de las etapas interglaciares más cálidos del Pleistoceno, era en la que prevalecía en la región un clima más cálido y húmedo. Es igualmente posible que este trasplante de la flora baja a la cumbre del tepuy haya sido consecuencia de la migración de aves por la disponibilidad de rutas de vuelo en los alrededores de los afluentes del Río Paragua.